# Обухов, Владимир Семёнович
Владимир Семёнович О́бухов (10 [23] июля 1909, Уни, Вятская губерния — 28 апреля 1963, Москва) — советский физик-экспериментатор.

## Биография
Родился 10 (23 июля) 1909 года в селе Уни Вятской губернии (ныне — районный центр в Кировской области) в семье сортировщика льна. Во время военной службы отца воспитывался в детском доме (1915-1921)Учился в Унинской школе (1918—1926). 
До поступления в вуз работал в волисполкоме и комсомольских органах пропагандистом политпросвещения (1925-1927) и токарем и слесарем мастерских на мебельной фабрике в Ярославле (1927-1930).
В 1930 году окончил рабфак и поступил на механический факультет Нижегородского механико-механического института. В том же году перевёлся на физико-механический факультет Ленинградского индустриального института, который окончил с квалификацией «инженер-исследователь в области металлофизики» (1934). В 1932-1934 гг. студент-практикант УралФТИ.
Работа:
- 1934—1936 — инженер ЛФТИ,
- 1936—1939 — инженер Уральского ФТИ (Свердловск), научный сотрудник лаборатории электрических явлений.
- 1939—1945 — научный сотрудник УФАН,
- 1945—1963 — в ИАЭ имени И. В. Курчатова, с 1948 года начальник сектора. В 1957—1959 годах учёный секретарь в секретариате ООН.

Участник советского атомного проекта. Автор исследований в области рентгено-структурного анализа, молекулярной физики, радиоактивности атмосферы, создания измерительной техники.
В 1953 году защитил кандидатскую диссертацию, которую зачли за докторскую. Доктор физико-математических наук (1953). 
По совместительству преподавал в МИФИ. В 1956 году утверждён в звании профессора по кафедре экспериментальной физики.

Могила на Введерском кладбище

Скоропостижно умер 28 апреля 1963 года. Похоронен в Москве на Введенском кладбище (участок № 27).

## Награды и премии
- Сталинская премия III степени (10 апреля 1942) — за изобретение новой системы электрических измерений на
- Сталинская премия (1951) — за выполнение специальных заданий правительства
- Ленинская премия (1959) — за труд «Физические основы дальнего обнаружения ядерных взрывов»
- орден Ленина
- орден Трудового Красного Знамени
- орден «Знак Почёта»
- медаль «За трудовую доблесть»